# Zanthoxylum americanum
 (mai 2015).
Espèce
Zanthoxylum americanum ou Clavalier d'Amérique (en anglais, Common Pricklyash (communément, prickly-ash (Floride) ou « northern prickley ash » dans les États du Nord ou encore toothachetree (Maryland)), anciennement Thylax fraxineum, est une espèce de plantes du genre Zanthoxylum, dans la famille des Rutaceae sous-famille des Toddalioideae.
C'est un arbuste épineux à feuilles caduques produisant une petite fleur jaune au printemps puis un petit fruit rouge de la taille d'un grain de poivre apparaissant en grappe en fin d'été. Il mesure couramment 3 à 4 mètres à taille adulte et peut atteindre 7 mètres de hauteur au maximum.

## Géographie
Il est originaire d'Amérique du Nord (Missouri) et représenté dans tous les États de la côte est des États-Unis et dans le sud des provinces de l'Ontario et du Québec au Canada.

## Statut
Zanthoxylum americanum est considéré comme une espèce protégée notamment dans le Maryland, le New Hampshire et le Tennessee.

## Variétés
Ses variétés sont les suivantes :
- Zanthoxylum americanum f. armatius ;
- Zanthoxylum americanum f. inpuniens.

## Culture et milieu
La culture de Zanthoxylum americanum est aisée dans les sols drainés et en plein soleil ou mi-ombre. Il apprécie un pH neutre (6.8/7.2) et les sols rocheux calcaires. Il tolère les sols pauvres. Il doit être protégé des larves de papillon géant (Papilio cresphontes).
Il est utilisé en haies de protection (épines).
Il se trouve à l'état naturel sur les falaises, les hautes plateaux rocheux, les forêts, les ravins humides et les fourrés.

## Utilisations

### Utilisations médicinales
Les autochtones d'Amérique mâchaient l'écorce ou les fruits à l'effet anesthésiant, notamment pour le soulagement des douleurs dentaires. Ils utilisaient également l'écorce et les racines en décoctions pour le traitement des fièvres, de la toux, de la gonorrhée, des rhumatismes (par les Cherokee) et des plaies.

### Utilisations culinaires
Le fruit est comestible, et son goût de zeste de citron picote puis engourdit la bouche, tout comme le poivre de Sichuan, qui appartient également au genre Zanthoxylum. Les feuilles et l'écorce séchées et moulues sont parfois utilisées comme épice.